# Husen (fränkisches Adelsgeschlecht)
Die Herren von Husen sind ein im 12. Jahrhundert belegtes fränkisches Adelsgeschlecht, das, folgt man der Familienchronik derer von Berlichingen, auch mit den Herren von Berlichingen verwandt ist.
Ein Hans von Berlichingen, Vogt zu Widdern, genannt von Husen, ist in einer Urkunde des Grafen Boppo von Eberstein aus dem Jahr 1361 belegt. In alten Urkunden erscheint teils auch der Geschlechts- bzw. Ortsname Urhusen, was eventuell als Variante von Olnhausen/husen gedeutet werden kann. Die Vorsilbe Oln könnte dabei der heutigen Vorsilbe Alt entsprechen, es wären also die Herren von Althausen bezeichnet.
Ein Sigemar von Ollanhusen soll 781 dem Kloster Lorsch seinen gesamten Besitz geschenkt haben. Im 12. Jahrhundert wurden die Herren von Husen mit dem Dorf Olnhausen belehnt. Auch haben sie die Burg Jagsthausen vermutlich gegründet, zumindest aber besessen, die jedoch im 14. Jahrhundert an die Herren von Berlichingen ging. Kurz danach verstummen die Quellen zu den Herren von Husen.
Später wurden die Herren von Husen, mit den diversen Familien von Hausen (in Thüringen gab es ein solches Geschlecht, aus denen später die von Münchhausen hervorgingen, aber auch unabhängig davon in Niedersachsen die v. Hauss und weitere) in Verbindung gebracht, jedoch scheinen keine Gemeinsamkeiten belegbar.